# 29 февруари
29 февруари е 60-ият ден в годината според григорианския календар, появявайки се в годините, които са кратни на 4 с изключение на столетията, които не са кратни на 400. Такива години се наричат високосни. До края на годината остават 306 дни.
Тъй като Земята обикаля около Слънцето за 365,2422 дни, веднъж на 4 години се налага да бъде компенсирана разликата, в юлианския и григорианския календари този допълнителен ден се добавя към февруари, който става 29 дни, и годината се нарича високосна. Но прибавяйки всяка четвърта година по един ден се натрупва излишък от около 11 минути на година, което прави приблизително 3 дни за 400 години. Затова високосни години по григорианския календар от тези, които се делят на 100, са само тези, които се делят на 400, като така тези 3 дни не се натрупват. Това означава, че високосни години са 2000 и 2400, но не и 1900, 2100, 2200 и 2300.

## Събития
- 1288 г. – В Шотландия се приема закон, според който на 29 февруари жена може да предложи брак на мъж.
- 1712 г. – В Швеция този ден е последван от 30 февруари, преди държавата да възстанови Юлианския календар.
- 1720 г. – Шведската кралица Улрика Елеонора абдикира в полза на съпруга си Фредерик I.
- 1880 г. – Завършва строителството на тунела Сен Готард в Алпите.
- 1912 г. – Поставя се началото на Балканския съюз, в София е сключен договор за приятелство между България и Сърбия.
- 1940 г. – Филмът Отнесени от вихъра печели 8 награди Оскар.
- 1944 г. – Споразумението Мирофило – Плака е първото между левите и десните сили преди гражданската война в Гърция.
- 1956 г. – Пакистан е обявена за ислямска република.
- 1960 г. – При земетресение в Агадир (Мароко) загиват между 12 и 15 хил. души.
- 1964 г. – Самолетът при полет 802/6 на „Бритиш Ийгъл Интернешънъл Еърлайнс“ се разбива в планината Глунгезер в Австрия и убива всички 75 души на борда.
- 1968 г. – „Бийтълс“ печели награда „Грами“ за най-добър албум на годината със Sgt. Pepper's Lonely Hearts Club Band.
- 1984 г. – В Канада Пиер Трюдо подава оставка като министър-председател и постът се заема от Джон Търнър.
- 1988 г. – Южноафриканският архиепископ Дезмънд Туту, Нобелов лауреат за мир, е арестуван с още 100 духовни лица след 5-дневен протест срещу политиката на апартейд.
- 1996 г. – Самолетът при полет 251 на „Фосет Перу“ катастрофира в Андите, загиват 123 души на борда.

## Родени
Хората, родени на 29 февруари, обикновено празнуват рождения си ден в обикновена година на 28 февруари или 1 март.
- 1468 г. – Папа Павел III († 1549 г.)
- 1692 г. – Джон Байръм, английски поет († 1763 г.)
- 1792 г. – Джоакино Росини, италиански композитор († 1868 г.)
- 1840 г. – Джон Филип Холанд, ирландски инженер († 1914 г.)
- 1860 г. – Херман Холерит, американски изобретател от немски произход († 1929 г.)
- 1900 г. – Йоргос Сеферис, гръцки поет и дипломат († 1971 г.)
- 1904 г. – Васил Стоилов, български художник († 1990 г.)
- 1908 г. – Ростислав Каишев, български физикохимик († 2002 г.)
- 1920 г. – Мишел Морган, френска актриса († 2016 г.)
- 1920 г. – Фьодор Абрамов, руски писател († 1983 г.)
- 1924 г. – Владимир Крючков, руски офицер и политик († 2007 г.)
- 1932 г. – Джоко Росич, български актьор († 2014 г.)
- 1940 г. – Вартоломей I, вселенски патриарх
- 1944 г. – Борислав Йотов, специалист по наказателно право, доцент
- 1948 г. – Мартин Зутер, швейцарски писател
- 1952 г. – Раиса Сметанина, руска състезателка по ски бягане
- 1960 г. – Сергей Березин, съветски футболист
- 1964 г. – Свилен Русинов, български боксьор
- 1968 г. – Христо Чешмеджиев, български актьор
- 1972 г. – Ивайло Цветков, български журналист
- 1972 г. – Педро Санчес, министър-председател на Испания
- 1980 г. – Екатерина Стоянова, българска актриса

## Починали
- 480 г. – Иларий (* ?) римски папа
- 1868 г. – Лудвиг I, крал на Бавария (* 1786 г.)
- 1928 г. – Григор Грънчаров, български офицер (* 1861 г.)
- 1944 г. – Пер Евинд Свинхувуд, министър-председател и президент на Финландия (* 1861 г.)
- 1980 г. – Игал Алон, израелски политик (* 1918 г.)
- 2004 г. – Джеръм Лорънс, американски драматург (* 1915 г.)